# Cornelia sumptuaria
Cornelia sumptuaria va ser una llei romana establerta pel dictador Luci Corneli Sul·la l'any 673 de la fundació de Roma (80 aC) que permetia gastar trenta sestercis en els sopars de les Calendas, nones, idus, dies de jocs i de festes solemnes, però la resta dels dies només se'n podien gastar tres. Alguns autors pensen que la llei va reduir els preus dels comestibles i no la magnificència de les festes.